# Sergio Pizzorno
Sergio "Serge" Pizzorno (né Sergio Lorenzo Pizzorno le 15 décembre 1980 à Newton Abbot dans le Devon, Royaume-Uni) est le guitariste du groupe de rock alternatif Kasabian dont il est le principal auteur-compositeur. Il chante également sur certaines chansons en parallèle de Tom Meighan. Souhaitant devenir footballeur à son adolescence et supporter du Leicester City Football Club, il participe de temps en temps à des manifestations footballistiques où il sait se faire remarquer par sa qualité de jeu.

## Biographie
Le père de Sergio Pizzorno émigre de Gênes, en Italie, pour venir s'installer à Leicester. Il naît à Newton Abbot, dans le Devon, mais grandit à Leicester. Il souhaite dans un premier temps devenir footballeur et assure à son conseiller d'orientation qu'il veut être « attaquant pour le Leicester City Football Club ». Alors quand celui-ci lui répond par la négative, Sergio Pizzorno pense à devenir membre d'un groupe de rock. Son objectif d'adolescent était juste de devenir aussi célèbre que possible. Il intègre ensuite le Countesthorpe Community College dans le Leicestershire.

### Kasabian
Sergio Pizzorno fréquente Tom Meighan depuis son adolescence et fonde le groupe Siracuse avec lui au Countesthorpe Community College. Ils commencent à enregistrer quelques chansons aux Bedrock Studios de Leicester où travaille Christopher Edwards en tant qu'ingénieur. Ils produisent alors une démo et change de nom pour Kasabian, en référence à Linda Kasabian, en 1999. Guitariste et chanteur, il est désormais le seul auteur-compositeur du groupe depuis le départ de Christopher Karloff en 2006.
Il n'apprécie pas vraiment qu'on compare Kasabian à d'anciens groupes similaires tels que Oasis ou The Stone Roses. Il dit d'ailleurs que « les fans étrangers écoutent plus pour la musique et ne les appellent pas The Stone Roses ou un autre nom dans le style. Je pense qu'ils nous écoutent plus pour ce que nous sommes, notamment en France et dans ce style de pays. Il n'y a pas d'étiquette comme on peut avoir ici, au Royaume-Uni ».
Malgré cela, c'est un fan de la première heure du groupe Oasis et en particulier de l'ancien guitariste Noel Gallagher. Il raconte « qu'à l'école, si tu jouais de la guitare, on te frappait parce que t'étais une tapette. Puis Oasis arriva et soudainement, jouer de la guitare était cool. Ils ont inspiré toute une génération de groupes. Quand on était petit, Noel Gallagher m'a plus inspiré que n'importe quel enseignant ou personne historique que j'ai pu rencontrer ».

### Autres projets

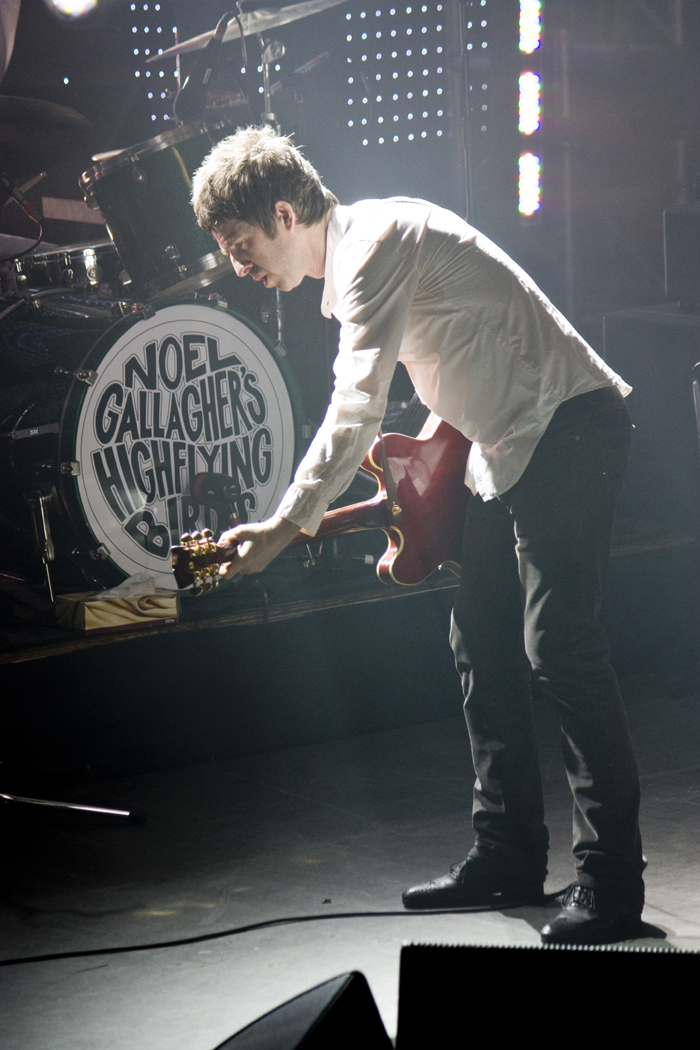
Noel Gallagher, inspiration et ami de Sergio Pizzorno.

Sergio Pizzorno travaille avec l'ancien membre de Kasabian Christopher Karloff sur la chanson The Tiger parue sur l'album The Outsider de DJ Shadow. En 2010, il compose la musique du film London Boulevard de William Monahan, avec Colin Farrell, Ray Winstone et Keira Knightley. Avec Noel Fielding sous l'appellation Loose Tapestries, ils composent et enregistrent la musique du nouveau spectacle de Noel Fielding Noel Fielding's Luxury Comedy, diffusé en janvier 2012 sur la chaîne E4.
Il marque une fabuleuse reprise de volée sur l'exercice Road to Wembley lors de l'émission Soccer AM en 2009. Il effectue par ailleurs le tirage au sort avec l'ancien guitariste d'Oasis Noel Gallagher pour le troisième tour de la FA Cup en décembre 2010 à Wembley. Des rumeurs de triche sont émises à la suite du tirage de la rencontre opposant leurs deux équipes respectives : Leicester City Football Club contre Manchester City Football Club. Cependant, la fédération anglaise de football et les deux musiciens nient tout arrangement. Le 27 mai 2012, dans un match de charité pour l'association Soccer Aid qui oppose célébrités et anciens joueurs de football, Sergio Pizzorno ouvre le score pour l'équipe du reste du monde contre l'Angleterre. Son équipe s'incline finalement 3 buts à 1, mais il est nommé « Homme du match » à la fin de celui-ci.

## Vie privée
Il est père depuis 2010 d'un garçon nommé Ennio.

## Matériel
Sa guitare préférée est une Rickenbacker 481 rouge qu'il utilise dans tous les clips et concerts du groupe, à l'exception du clip de Switchblade Smiles, dernier single du groupe, tiré de l'album Velociraptor!.

## Albums studio

### Autres projets
- Bande originale du film London Boulevard (2010)
- Loose Tapestries - Musique du spectacle Noel Fielding's Luxury Comedy de Noel Fielding (2011)